# Archiconops crypticus
Archiconops crypticus är en tvåvingeart som beskrevs av Stuke 2004. Archiconops crypticus ingår i släktet Archiconops och familjen stekelflugor. Inga underarter finns listade i Catalogue of Life.